# HD 37519
HD 37519 är en ensam stjärna belägen i den södra delen av stjärnbilden Kusken. Den har en skenbar magnitud av ca 6,04 och är svagt synlig för blotta ögat där ljusföroreningar ej förekommer. Baserat på parallax enligt Gaia Data Release 2 på ca 4,0 mas, beräknas den befinna sig på ett avstånd på ca 810 ljusår (ca 248 parsek) från solen. Den rör sig närmare solen med en heliocentrisk radialhastighet på ca -10 km/s.

## Egenskaper
HD 37519 är en blå till vit jättestjärna av spektralklass B9.5 III-IV(p)? (Hg?), som anger att den är en utvecklad stjärna av spektraltyp B och misstänks vara en kemiskt speciell stjärna av kvicksilvermangantyp. Den roterar snabbt med en projicerad rotationshastighet av 195 km/s. Den har en radie som är ca 3 solradier och har ca 110 gånger solens utstrålning av energi från dess fotosfär vid en effektiv temperatur av ca 8 300 K.
I mars 1964 observerades en misstänkt flamma från HD 37519 som ökade stjärnans ljusstyrka med omkring tre magnituder. Mindre variationer av upp till två magnitud kunde observeras några dagar senare, vilket tyder på att det kan finnas en flarestjärna som följeslagare. Uppföljande observationer kunde dock inte bekräfta variabiliteten.